# (6471) Collins
(6471) Collins es un asteroide que forma parte del cinturón de asteroides y fue descubierto por Antonín Mrkos el 4 de marzo de 1983 desde el Observatorio Kleť, cerca de České Budějovice, República Checa.

## Designación y nombre
Collins recibió al principio la designación de 1983 EB1.
Más tarde, en 1999, se nombró en honor del astronauta estadounidense Michael Collins.

## Características orbitales
Collins orbita a una distancia media del Sol de 2,433 ua, pudiendo acercarse hasta 2,132 ua y alejarse hasta 2,734 ua. Tiene una inclinación orbital de 2,674 grados y una excentricidad de 0,1236. Emplea en completar una órbita alrededor del Sol 1386 días. El movimiento de Collins sobre el fondo estelar es de 0,2597 grados por día.

## Características físicas
La magnitud absoluta de Collins es 13,7.